# Friedenweiler
Friedenweiler é um município no sul da Alemanha, no distrito da Brisgóvia-Alta Floresta Negra, na região administrativa de Friburgo, estado de Baden-Württemberg. Fica 10 km ao norte de Titisee-Neustadt.